# خرس کوکائینی (خرس)
خرس کوکائینی که با نام پابلو اسکوبیر نیز شناخته می‌شود (گاهی به نام اسکوبیر نیز خوانده می‌شود) یا خرس کوکی، یک ماده خرس سیاه آمریکایی ۱۷۵ پوندی (۷۹ کیلوگرمی) بود که در سال ۱۹۸۵ بیش از حد کوکائین مصرف کرد. کوکائین توسط گروهی از قاچاقچیان مواد مخدر در بیابانی در تنسی ایالات متحده رها شده بود. این خرس مرده، در شمال جورجیا پیدا شد و در یک مرکز خرید در کنتاکی به نمایش گذاشته شد. این حیوان الهام فیلم کمدی هیجان انگیز ۲۰۲۳ خرس کوکائینی و همچنین فیلم مستند خرس کوکائینی: داستان واقعی در سال ۲۰۲۳ بود.

## تاریخچه
در ۱۱ سپتامبر ۱۹۸۵، اندرو سی. تورنتون دوم، افسر سابق مواد مخدر اداره پلیس لکسینگتون که به یک قاچاقچی مواد مخدر تبدیل شده بود، کوکائین به ایالات متحده قاچاق می‌کرد. پس از رها کردن یک محموله در بلیرزویل، جورجیا، تورنتون و همدستش، بیل لئونارد، با یک سسنا ۴۰۴ تیتان که در حالت خلبانی خودکار قرار داشت، در حال پرواز بودند. در مسیر، این دو نفر قبل از ترک هواپیما در بالای ناکسویل، تنسی، محموله ای از ۴۰ ظروف پلاستیکی کوکائین را در بیابان انداختند. گفته می‌شود، تورنتون کشته شد زیرا چتر نجاتش باز نشد. به گفته اف‌بی‌آی، تورنتون محموله خود را رها کرد چون وزن دو مرد به علاوه وزن کوکائین برای هواپیما بسیار سنگین بود.
در ۲۳ دسامبر، اداره تحقیقات جورجیا گزارش داد که یک خرس سیاه مرده را پیدا کرده است که مقدار زیادی کوکائین از ظروف بیرون ریخته شده را خورده و دچار بیش مصرفی مواد مخدر شده است. در این ظروف حدود ۷۵ پوند (۳۴ کیلوگرم) کوکائین به ارزش ۲۰ میلیون دلار (معادل ۵۴ میلیون دلار در ۲۰۲۳) نگهداری می‌شده است و زمانی که صحنه توسط مقامات دولتی مورد بررسی قرار گرفت، تمام ظروف باز و محتویات آنها پراکنده شده بود. دکتر کنت آلونسو، پزشک ارشد آزمایشگاه جنایی ایالت جورجیا، اظهار داشت که معده خرس «به معنای واقعی کلمه پر از کوکائین بود»، اگرچه تخمین زد که این حیوان در زمان مرگ، تنها ۳ تا ۴ گرم جذب مواد در جریان خونش داشته است.
دکتر آلونسو نمی‌خواست بدن خرس را از بین ببرد، بنابراین او را تاکسیدرمی کرد و به منطقه تفریحی ملی رودخانه چاتاهوچی داد. با این حال، بدن خرس ناپدید شد تا اینکه دوباره در یک مغازه گروفروشی ظاهر گشت. در نهایت او به «مرکز تفریحی کنتاکی برای کنتاکی» در لکسینگتون، کنتاکی راه یافت، جایی که تا به امروز در آنجا باقی مانده است.ادعا شده است که خرسی که در لکسینگتون نگهداری می‌شود همان خرسی نیست که در جورجیا مرده است، بلکه خرس دیگری است، زیرا بدن خرس اصلی در حال تجزیه بوده، اگرچه مرکز خرید معتقد است که این همان خرس اصلی است.
به گفته صاحبان این خرس، به دلیل وجود خلاء در قوانین ازدواج کنتاکی، خرس کوکائینی این اختیار را دارد که مراسم عروسی الزام‌آور قانونی را در مرکز خریدی که در آن نگهداری می‌شود، برگزار کند. این ادعا فقط تا حدی درست است. خرس صلاحیت برگزاری مراسم عروسی را ندارد، اما ایالت کنتاکی نمی‌تواند ازدواج‌های انجام شده توسط افراد فاقد صلاحیت را باطل کند، اگر طرفین معتقد باشند که شخصی که آنها را به ازدواج یکدیگر درمی‌آورد، این اختیار را دارد. به این ترتیب، اعتقاد به اعتبار خرس کوکائینی است که به او اجازه می‌دهد تا مراسم عروسی الزام‌آور قانونی را در کنتاکی برگزار کند.

## اقتباس فیلم
در ۹ مارس ۲۰۲۱، یونیورسال پیکچرز اعلام کرد که فیلمی به نام خرس کوکائینی به کارگردانی الیزابت بنکس ساخته خواهد شد. این فیلم دارای آزادی‌های قابل توجهی است - در حالی که وقایع بین بلعیدن کوکائین توسط خرس و مرگ آن مشخص نیست، همان‌طور که در فیلم به تصویر کشیده شده، مشخص نیست که چه که خرس مرده است. این فیلم در ۲۴ فوریه ۲۰۲۳ منتشر شد. همزمان با اکران فیلم، پیکاک یک فیلم مستند با عنوان خرس کوکائینی: داستان واقعی دربارهٔ این خرس ساخت.